# Porcellio gestroi
Porcellio gestroi là một loài chân đều trong họ Porcellionidae. Loài này được Brian miêu tả khoa học năm 1932.